# Juliana (Niederlande)

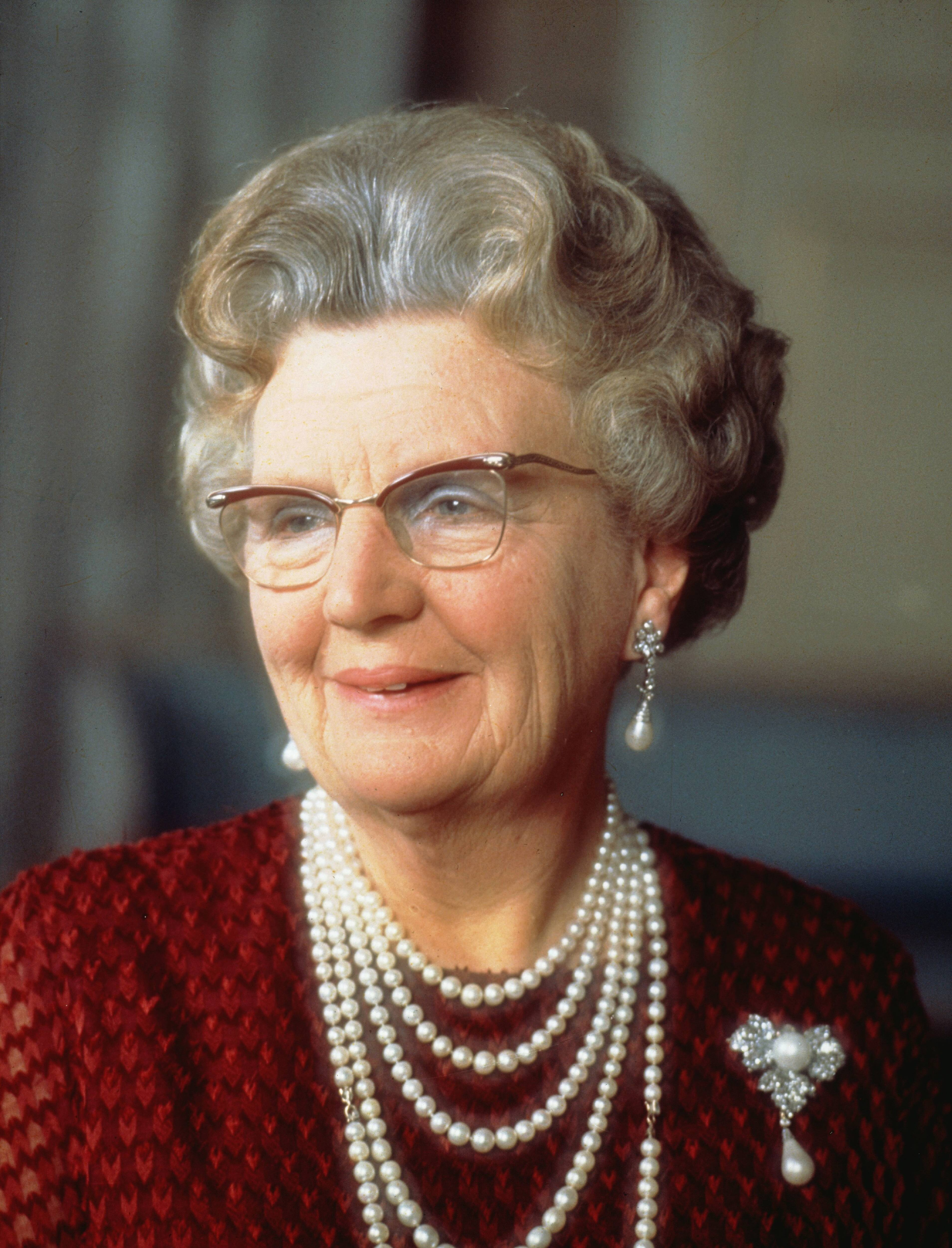
Königin Juliana (1973)

Juliana Louise Emma Marie Wilhelmina (deutsch auch Juliane; * 30. April 1909 in Den Haag; † 20. März 2004 in Soestdijk), Prinzessin von Oranien-Nassau, Herzogin zu Mecklenburg, war vom 6. September 1948 bis zum 30. April 1980 Königin der Niederlande.

## Leben

### Kindheit, Jugend und Heirat

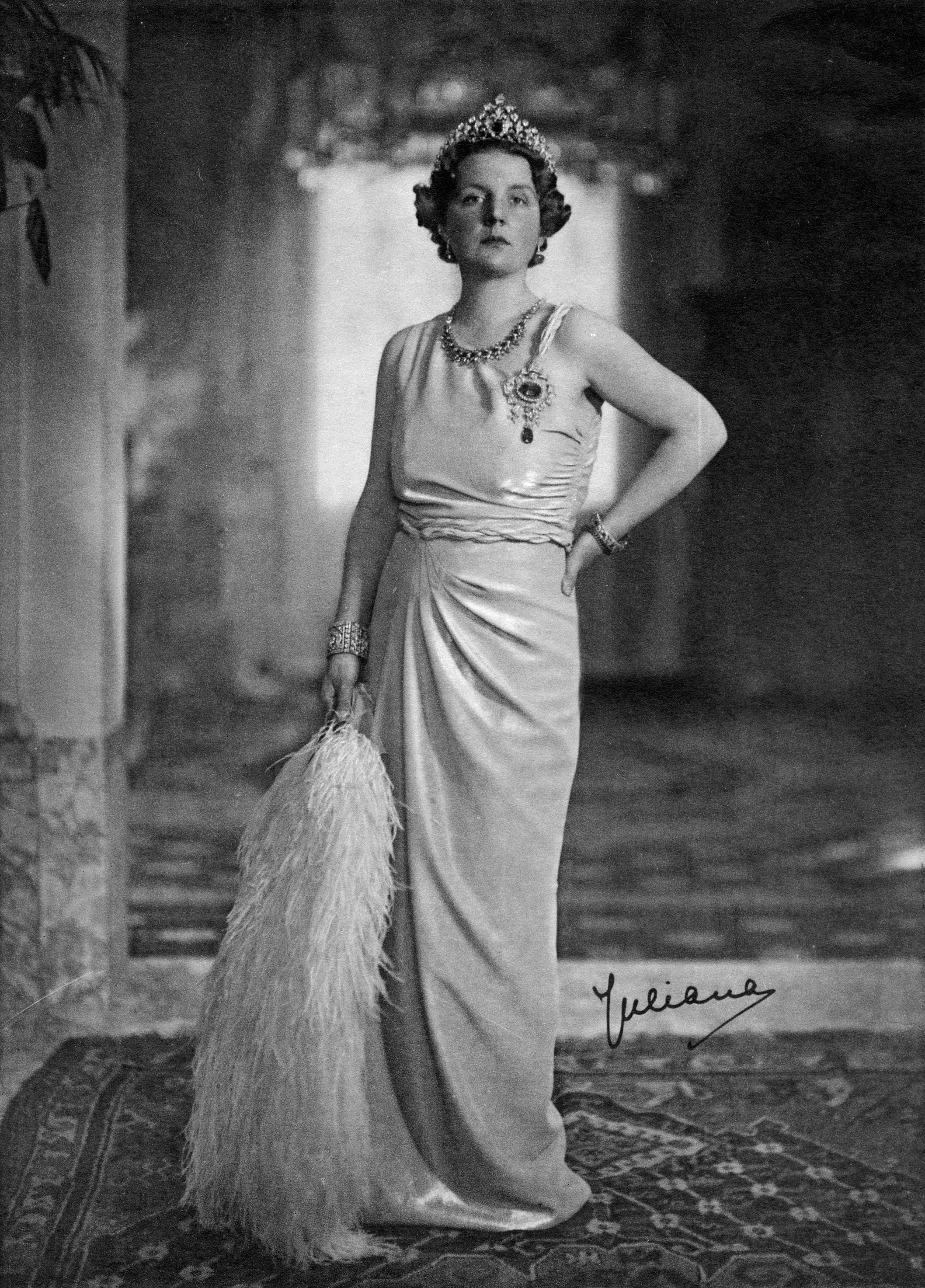
Als Kronprinzessin (1937)

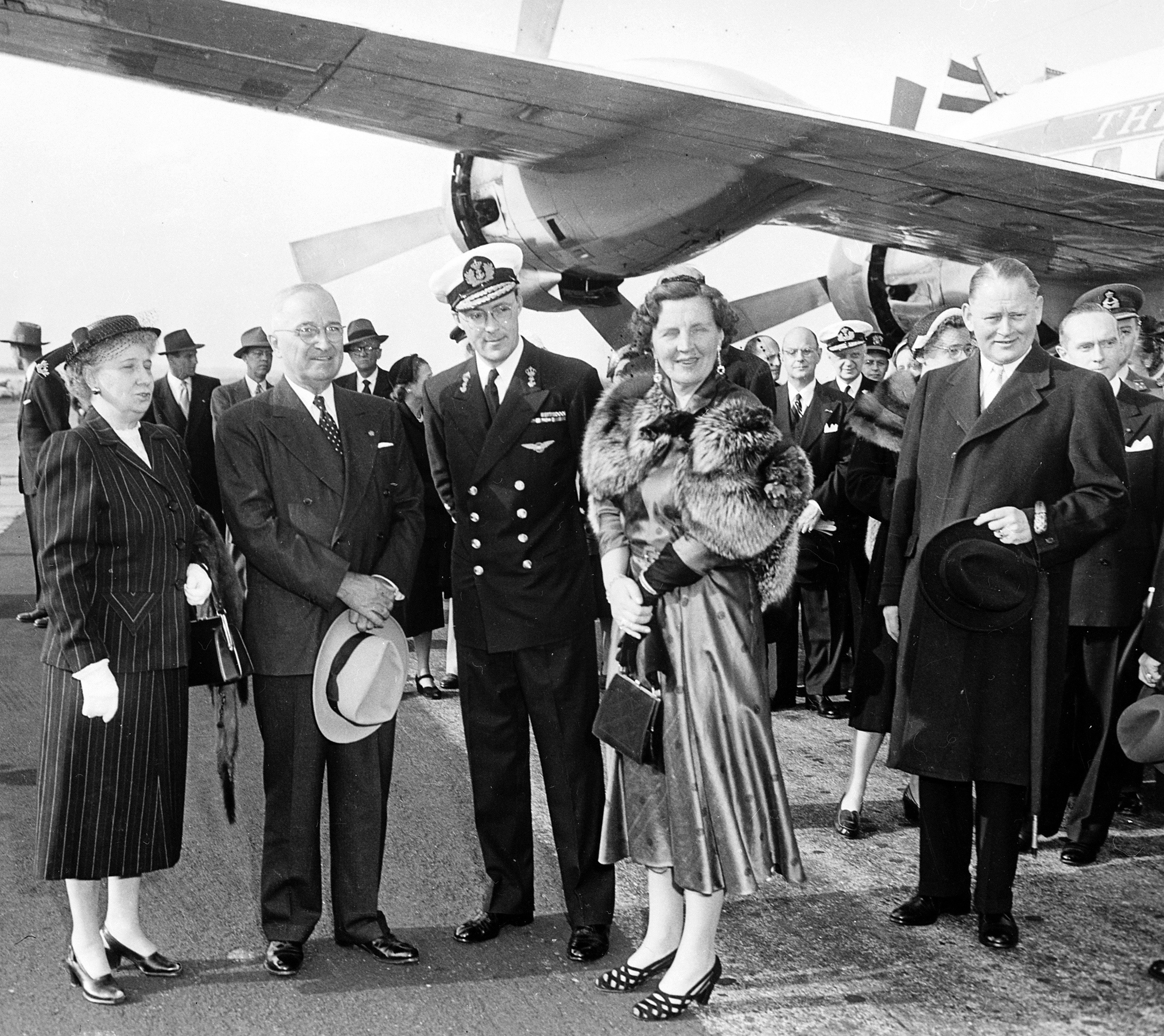
Königin Juliana (2. von rechts) und Prinz Bernhard (in Marineuniform) zu Besuch in den USA 1952. Links Präsident Truman und seine Ehefrau.

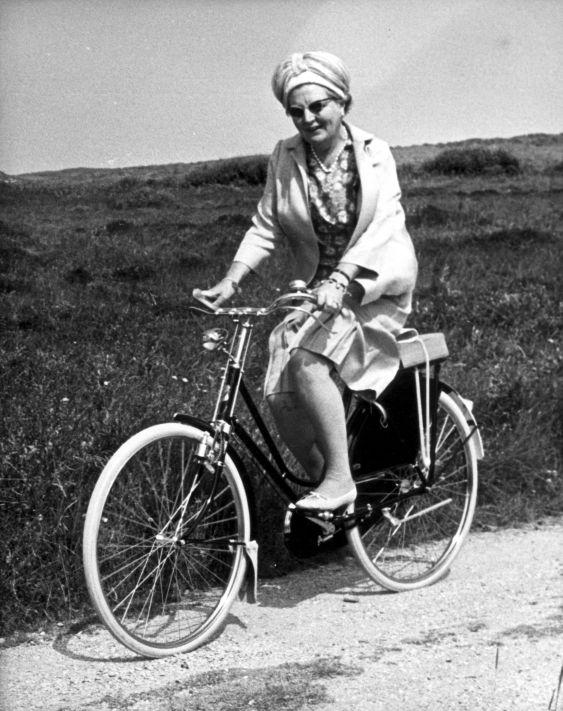
Juliana auf dem Fahrrad (1967)

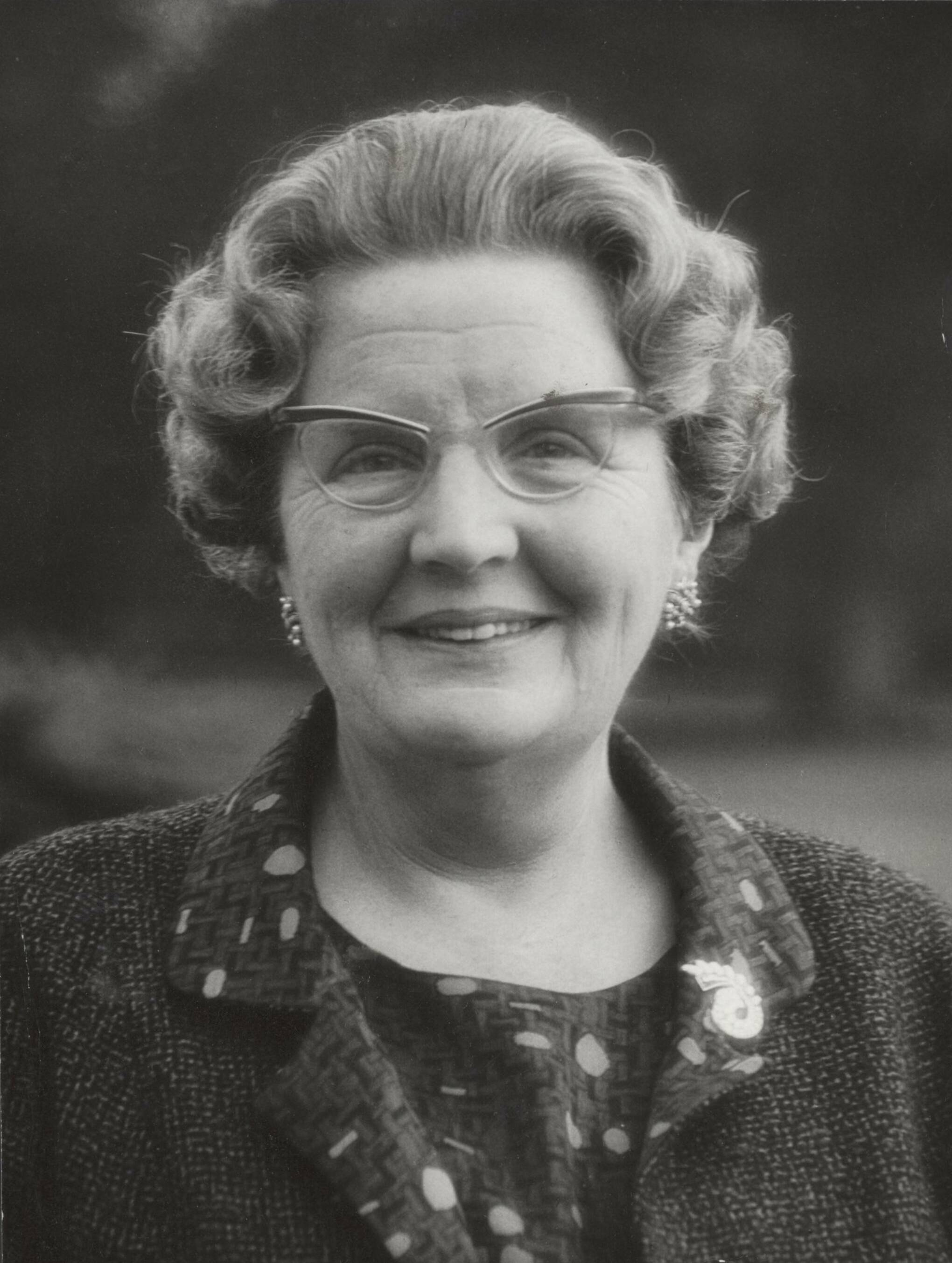
Portraitfoto von 1970

2½-Gulden-Münze aus dem Jahr 1972

Juliana war das einzige Kind von Königin Wilhelmina der Niederlande und Herzog Heinrich zu Mecklenburg und von Geburt an Kronprinzessin. Ihre Eltern gaben ihr den Namen von Juliana zu Stolberg, der Mutter des als „Vater des Vaterlandes“ und „Begründer der niederländischen Freiheit“ verehrten Fürsten Wilhelm von Oranien.
Juliana wurde am königlichen Hof erzogen und erhielt während ihrer gesamten Schulzeit Privatunterricht, in ihrer Kindheit mit mehreren gleichaltrigen Mädchen gemeinsam. Als Heranwachsende wurde sie zur Vorbereitung auf die spätere Amtsübernahme im Einzelunterricht in Staatskunde unterwiesen, ehe sie Ende der 1920er Jahre drei Jahre ein Studium generale an der traditionsreichen Universität Leiden absolvierte. Während ihrer Studienzeit wohnte Juliana in einer Wohngemeinschaft mit weiteren Studentinnen und betrachtete später diese Phase ihres Lebens, in der sie am normalen bürgerlichen Leben teilnehmen konnte, als eine ihrer glücklichsten.
In den 1930er Jahren suchte Königin Wilhelmina einen geeigneten Ehepartner für ihre Tochter, und am 7. Januar 1937 heiratete Juliana Bernhard zur Lippe-Biesterfeld. Am 31. Januar 1938 kam ihr erstes Kind, die spätere Königin Beatrix, zur Welt. Am 5. August 1939 folgte Irene von Oranien-Nassau. Später wurden zwei weitere Töchter geboren: Margriet (* 1943) und Christina (1947–2019).

### Exil während des Zweiten Weltkriegs
Nach dem deutschen Überfall auf die neutralen Niederlande am 10. Mai 1940 floh die Thronfolgerin mit ihrer Familie nach London. Die Flucht wurde von der niederländischen Bevölkerung als Enttäuschung erlebt, denn noch einen Tag zuvor hatte Juliana in einer Zeitung gesagt: „Wir werden niemals unseren Posten verlassen.“ Während des Krieges lebte Juliana mit den beiden Töchtern großenteils in Kanada, während sich Bernhard in London aufhielt. Nach der Befreiung der Niederlande kehrte die Familie in die Niederlande zurück.

### Julianas Regentschaft
Im Jahre 1948 dankte Wilhelmina zugunsten ihrer Tochter ab. Mit der Beeidigung und inhuldiging am 6. September 1948 in der Nieuwe Kerk in Amsterdam trat Juliana ihre Regentschaft an. Am 27. Dezember 1949 unterzeichnete sie die Trennungsurkunde des Königreichs der Niederlande von Indonesien, der bisherigen Kolonie Niederländisch-Indien. Dies bedeutete den Abschied von 90 Prozent der Untertanen der Königin.
Während des Exils in Nordamerika war Juliana zu einer Bewunderin des amerikanischen Präsidenten Franklin D. Roosevelt und seines Ideals der „vier Freiheiten“ geworden: Freiheit der Meinung, der Religion, von Angst und Not. Nach der Rückkehr in die Niederlande hielt Juliana den autokratischen Stil der alten Zeit für nicht mehr angemessen. Sie galt als „Vorkämpferin für den Frieden mit linksliberaler Ausstrahlung“, heißt es dazu im Internetportal NiederlandeNet der Universität Münster.
Ihr humanistisches Weltbild und der Abschied von überkommenen Umgangsformen prägten ihre Amtszeit. So war Juliana, anders als ihre Mutter Wilhelmina, eine entschiedene Gegnerin der Todesstrafe und verweigerte ihre Unterschrift unter Todesurteile. Das hatte unter anderem zur Folge, dass von 154 Todesurteilen gegen Kriegsverbrecher nur 40 vollstreckt werden konnten. Begnadigt wurden auch die Vier von Breda, nachdem Juliana mit ihrer Abdankung gedroht hatte, falls sie zur Zustimmung gezwungen würde. 1952 wurde die Todesstrafe in den Niederlanden abgeschafft.
Juliana bemühte sich von Anfang ihrer Regierung an, das Königshaus den Bürgern ihres Landes näherzubringen. Es gilt heute jedoch als Legende, sie habe als „fietsende koningin“ (radelnde Königin) zuweilen ihre Einkäufe selbst erledigt. Gleichwohl verabscheute Juliana höfisches Getue und bezeichnete die Sitte, sich nach einer Audienz rückwärts gehend von der Herrscherin zu entfernen, in ironischem Ton als „sehr gefährlich“. Auch stand sie der protokollarischen Anrede „Majesteit“ ablehnend gegenüber und bevorzugte das weniger förmliche „Mevrouw“ (gnädige Frau).
Zu Julianas Beliebtheit bei der niederländischen Bevölkerung trug insbesondere ihre beherzte Anteilnahme nach der Sturmflutkatastrophe von 1953 bei, als Zeitungen sie in Gummistiefeln und Kopftuch über überflutetes Gelände watend zeigten. Am Sonntag, den 1. Februar 1953 verbreitete sich in den Niederlanden langsam die Nachricht von Deichbrüchen und verheerenden Überschwemmungen in mehreren Provinzen; insgesamt waren 89 Deiche auf einer Strecke von 187 Kilometern zerstört. Mit Tochter Beatrix machte sich die Königin auf den Weg, um die betroffenen Gegenden zu besuchen und Überlebenden ihre Solidarität zu bekunden und Mut zuzusprechen. Ihr Ehemann, Prinz Bernhard, nutzte seine internationalen Kontakte, um Hilfsmaßnahmen einzuleiten. Auch Monate später besuchte die Königin mehrmals die heimgesuchten Orte, deren Wiederherstellung noch nicht abgeschlossen war. Erst im Herbst 1953 konnte die letzte Bresche in den Deichen geschlossen werden. Ein derartiges persönliches Engagement seitens einer königlichen Familie galt zu dieser Zeit als außergewöhnlich, doch es sollte stilbildend für Julianas Auftreten bleiben. Dennoch löste Julianas Verhalten auch Kritik aus. Die Direktorin des Kabinetts der Königin, Marie Anne Tellegen, befand, dass sich die Königin von den Geschehnissen zu stark beeindrucken lasse, sich zu emotional zeige und zu volksnah gebe.
Zur größten Krise in Julianas Regentschaft geriet einige Jahre später die Greet-Hofmans-Affäre (1956), als eine Titelgeschichte im deutschen Nachrichtenmagazin Der Spiegel berichtete, dass eine Wunderheilerin namens Greet Hofmans großen Einfluss auf die Königin gewonnen habe. Schließlich wurde Hofmans gegen Julianas Willen vom königlichen Hof entfernt. Eine weitere Staatskrise in Julianas Umfeld löste 1976 der Lockheed-Skandal aus: Ihr Mann, Prinz Bernhard, hatte Bestechungsgelder des US-amerikanischen Flugzeugfabrikanten angenommen. Bei einer Anklageerhebung gegen ihn drohte Juliana abzudanken, und auch ihre Tochter Beatrix hätte als Thronfolgerin nicht mehr zur Verfügung gestanden.

### Abdankung und Tod

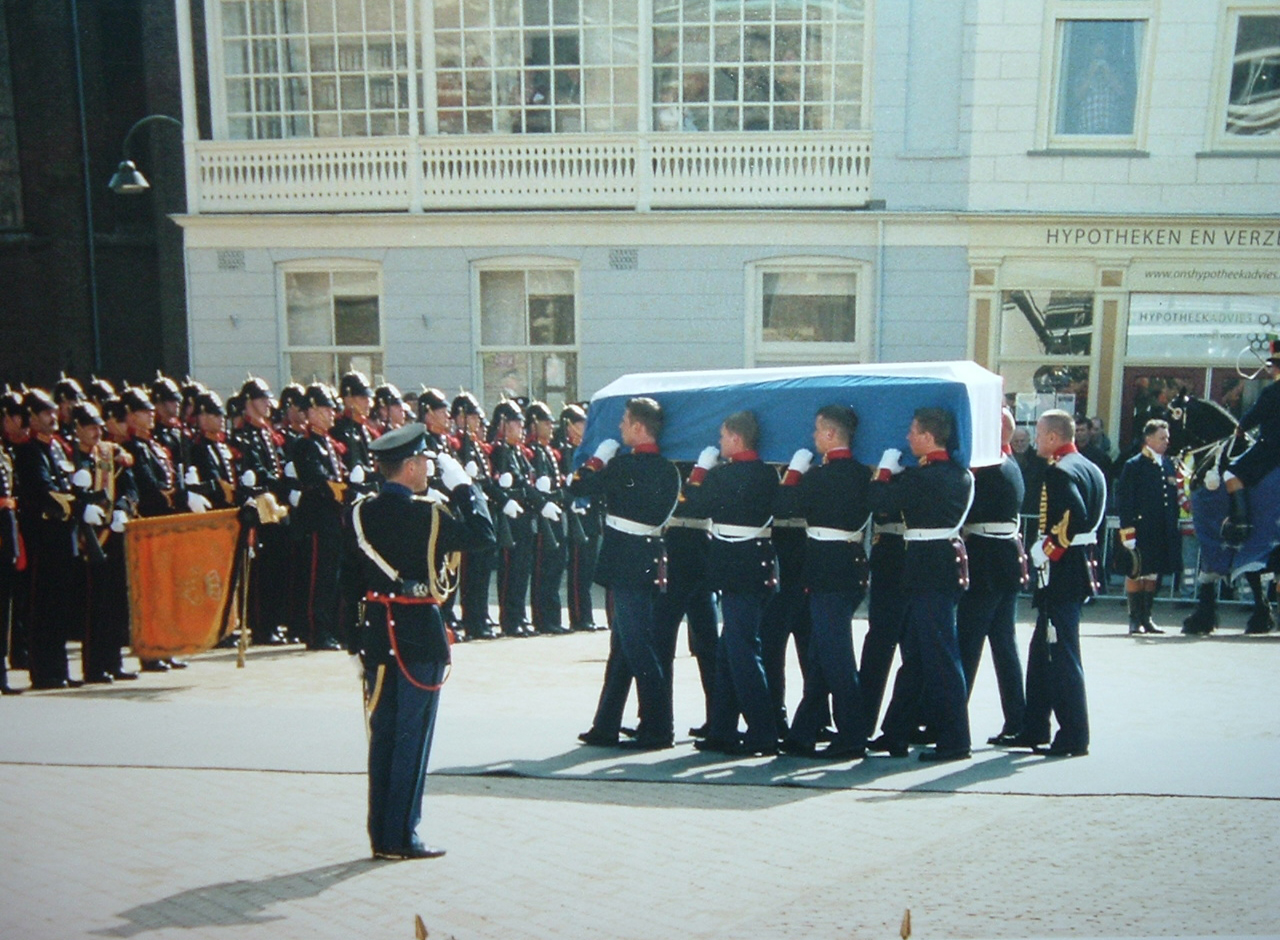
Salut der niederländischen Streitkräfte vor der Neuen Kirche zu Delft beim Staatsbegräbnis zu Julians Ehren

Am Abend des 31. Januar 1980, dem 42. Geburtstag der Kronprinzessin, ihrer Tochter Beatrix, gab Juliana in einer Fernsehansprache zur Hauptsendezeit bekannt, dass sie am 30. April 1980, ihrem 71. Geburtstag, abdanken werde. Danach führte sie nicht mehr den Titel einer Königin, sondern einer Prinzessin.
Bis ins hohe Alter nahm sie vereinzelt repräsentative Verpflichtungen für das Königshaus wahr. Zuletzt sah man sie im Mai 1998 auf der Hochzeit ihres Enkels, Prinz Maurits. Zu Beginn des 21. Jahrhunderts litt Juliana zunehmend an der Alzheimer-Krankheit und zog sich völlig aus der Öffentlichkeit zurück. An der Hochzeit des Kronprinzen, Willem-Alexander, im Februar 2002 konnte sie nicht mehr teilnehmen. Sie starb am 20. März 2004 im Alter von 94 Jahren auf Schloss Soestdijk nach längerer Krankheit an den Folgen einer Lungenentzündung.
Juliana der Niederlande wurde am 30. März 2004 mit einem Staatsbegräbnis geehrt und in der königlichen Grablege in der Nieuwe Kerk zu Delft beigesetzt.

## Privates

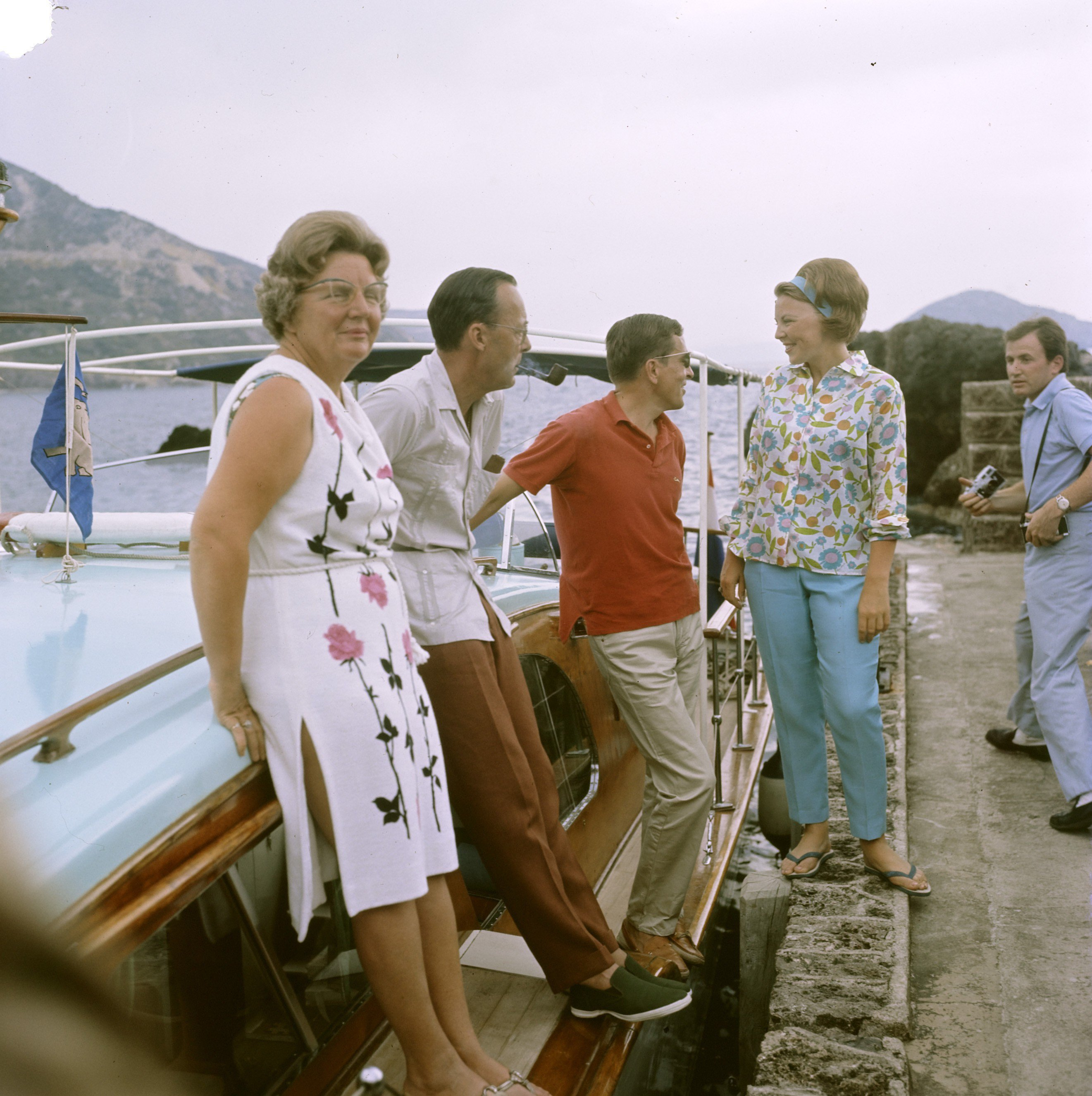
Königin Juliana, Prinz Bernhard, Prinzessin Beatrix, Prinz Claus in Porto Ercole (1965)

Königin Juliana verbrachte die Sommerferien während mehr als 40 Jahren am Monte Argentario in der Toskana.
Juliana nutzte von 1937 bis 2004 gemeinsam mit ihrem Ehemann, Bernhard, und ihren Töchtern Palais Soestdijk als Residenz. Es war 1674 auf Befehl des „Statthalter-Königs“ Wilhelm III. erbaut und 1816 um zwei Seitenflügel erweitert und weiß getüncht worden. Dieses Erscheinungsbild blieb bis in die Gegenwart erhalten. Von 1971 an war Schloss Soestdijk im Besitz der niederländischen Regierung. Bei Presse- und anderen öffentlichen Terminen trat die königliche Familie meist über die zentrale Treppe im Garten in Erscheinung, während Juliana und Bernard tatsächlich getrennt, jeder in einem Flügel des Schlosses, lebten. Julianas Tochter und Nachfolgerin, Beatrix, residierte während ihrer Amtszeit in Huis ten Bosch in Den Haag, ehe sie nach ihrer Abdankung Schloss Drakensteyn in Baarn als Alterssitz wählte, das sie bereits 1959 erworben und bis zu ihrem Amtsantritt mit ihrem Mann und den gemeinsamen Kindern bewohnt hatte. Soestdijk wurde inzwischen einer neuen Nutzung zugeführt und ist keine königliche Residenz mehr. Julianas Mutter, Königin Wilhelmina, hatte noch in Het Loo bei Apeldoorn residiert, das inzwischen ebenfalls nicht mehr als königliche Residenz dient, sondern seit 1984 ein öffentlich zugängliches Museum für königliche Wohnkultur beherbergt.

## Würdigung
„Die Gemütsfrau Juliana war auf liebenswerte Weise unprätentiös und von daher in mancherlei Beziehung eine Idealbesetzung für eine Zeit, in der althergebrachte Autoritäten zunehmend infrage gestellt wurden“, urteilt der Historiker Christoph Driessen. Doch habe dies auch eine Schattenseite gehabt: Die damit einhergehende „Unprofessionalität“ habe wesentlich zur Greet-Hofmans-Affäre und zum Lockheed-Skandal beigetragen. Als Reaktion darauf habe sich ihre Nachfolgerin, Königin Beatrix, bewusst von ihr abgesetzt, indem sie wieder mehr Wert auf Förmlichkeit, Disziplin und Effizienz legte.

## Auszeichnungen (Auswahl)
- 1961: Groß-Stern des Ehrenzeichens für Verdienste um die Republik Österreich[24]
- 1969: Sonderstufe des Großkreuzes des Verdienstordens der Bundesrepublik Deutschland
- 1970: Collane des Finnischen Ordens der Weißen Rose
- 1973: Großkreuz des Verdienstordens der Italienischen Republik
- Orden der günstigen Wolken

## Vorfahren
|  |                                                     |  |  |  |  |  |  |  |  |  |  |  |  |
|  | Wilhelm II., König der Niederlande (1792–1849)      |  |  |  |  |  |  |  |  |  |  |  |  |
|  |                                                     |  |  |  |  |  |  |  |  |  |  |  |  |
|  |                                                     |  |  |  |  |  |  |  |  |  |  |  |  |
|  | Wilhelm III., König der Niederlande (1817–1890)     |  |  |  |  |  |  |  |  |  |  |  |  |
|  |                                                     |  |  |  |  |  |  |  |  |  |  |  |  |
|  |                                                     |  |  |  |  |  |  |  |  |  |  |  |  |
|  | Anna Pawlowna, Großfürstin von Russland (1795–1865) |  |  |  |  |  |  |  |  |  |  |  |  |
|  |                                                     |  |  |  |  |  |  |  |  |  |  |  |  |
|  |                                                     |  |  |  |  |  |  |  |  |  |  |  |  |
|  | Wilhelmina, Königin der Niederlande (1880–1962)     |  |  |  |  |  |  |  |  |  |  |  |  |
|  |                                                     |  |  |  |  |  |  |  |  |  |  |  |  |
|  |                                                     |  |  |  |  |  |  |  |  |  |  |  |  |
|  | Georg Viktor von Waldeck-Pyrmont (1831–1893)        |  |  |  |  |  |  |  |  |  |  |  |  |
|  |                                                     |  |  |  |  |  |  |  |  |  |  |  |  |
|  |                                                     |  |  |  |  |  |  |  |  |  |  |  |  |
|  | Emma zu Waldeck und Pyrmont (1858–1934)             |  |  |  |  |  |  |  |  |  |  |  |  |
|  |                                                     |  |  |  |  |  |  |  |  |  |  |  |  |
|  |                                                     |  |  |  |  |  |  |  |  |  |  |  |  |
|  | Helene von Nassau (1831–1888)                       |  |  |  |  |  |  |  |  |  |  |  |  |
|  |                                                     |  |  |  |  |  |  |  |  |  |  |  |  |
|  |                                                     |  |  |  |  |  |  |  |  |  |  |  |  |
|  | Juliana, Königin der Niederlande                    |  |  |  |  |  |  |  |  |  |  |  |  |
|  |                                                     |  |  |  |  |  |  |  |  |  |  |  |  |
|  |                                                     |  |  |  |  |  |  |  |  |  |  |  |  |
|  | Paul Friedrich von Mecklenburg (1800–1842)          |  |  |  |  |  |  |  |  |  |  |  |  |
|  |                                                     |  |  |  |  |  |  |  |  |  |  |  |  |
|  |                                                     |  |  |  |  |  |  |  |  |  |  |  |  |
|  | Friedrich Franz II. von Mecklenburg (1823–1883)     |  |  |  |  |  |  |  |  |  |  |  |  |
|  |                                                     |  |  |  |  |  |  |  |  |  |  |  |  |
|  |                                                     |  |  |  |  |  |  |  |  |  |  |  |  |
|  | Alexandrine von Preußen (1803–1892)                 |  |  |  |  |  |  |  |  |  |  |  |  |
|  |                                                     |  |  |  |  |  |  |  |  |  |  |  |  |
|  |                                                     |  |  |  |  |  |  |  |  |  |  |  |  |
|  | Heinrich zu Mecklenburg (1876–1934)                 |  |  |  |  |  |  |  |  |  |  |  |  |
|  |                                                     |  |  |  |  |  |  |  |  |  |  |  |  |
|  |                                                     |  |  |  |  |  |  |  |  |  |  |  |  |
|  | Adolf von Schwarzburg-Rudolstadt (1801–1875)        |  |  |  |  |  |  |  |  |  |  |  |  |
|  |                                                     |  |  |  |  |  |  |  |  |  |  |  |  |
|  |                                                     |  |  |  |  |  |  |  |  |  |  |  |  |
|  | Marie von Schwarzburg-Rudolstadt (1850–1922)        |  |  |  |  |  |  |  |  |  |  |  |  |
|  |                                                     |  |  |  |  |  |  |  |  |  |  |  |  |
|  |                                                     |  |  |  |  |  |  |  |  |  |  |  |  |
|  | Mathilde von Schönburg-Waldenburg (1826–1914)       |  |  |  |  |  |  |  |  |  |  |  |  |
|  |                                                     |  |  |  |  |  |  |  |  |  |  |  |  |
|  |                                                     |  |  |  |  |  |  |  |  |  |  |  |  |

## Nachkommen
| Juliana der Niederlande (1909–2004) × 1937 Bernhard zur Lippe-Biesterfeld (1911–2004) |                                                                                    |                                                                                    | | |                                                                          |                                                                          |                                                     |                                                     |
| Kinder                                                                                | Beatrix der Niederlande (1938) × 1966 Claus von Amsberg (1926–2002)                | Beatrix der Niederlande (1938) × 1966 Claus von Amsberg (1926–2002)                | Irene (1939) × 1964 Karel Hugo von Bourbon-Parma (1930–2010)                                                       | Irene (1939) × 1964 Karel Hugo von Bourbon-Parma (1930–2010)                                                       | Margriet (1943) × 1967 Pieter van Vollenhoven (1939)                     | Margriet (1943) × 1967 Pieter van Vollenhoven (1939)                     | Christina (1947–2019) x 1975 Jorge Guillermo (1946) | Christina (1947–2019) x 1975 Jorge Guillermo (1946) |
| Enkelkinder                                                                           | Willem-Alexander der Niederlande (1967) Johan Friso (1968–2013) Constantijn (1969) | Willem-Alexander der Niederlande (1967) Johan Friso (1968–2013) Constantijn (1969) | Carlos Javier Bernardo (1970) Margarita Beatrix Marie (1972) Jaime Bernardo (1972) Maria Carolina Christina (1974) | Carlos Javier Bernardo (1970) Margarita Beatrix Marie (1972) Jaime Bernardo (1972) Maria Carolina Christina (1974) | Maurits (1968) Bernhard jr (1969) Pieter-Christiaan (1972) Floris (1975) | Maurits (1968) Bernhard jr (1969) Pieter-Christiaan (1972) Floris (1975) | Bernardo (1977) Nicolas (1979) Juliana jr (1981)    | Bernardo (1977) Nicolas (1979) Juliana jr (1981)    |